# Poczta Główna w Łodzi
Poczta Główna w Łodzi – mieści się przy ul. Juliana Tuwima 38, przy skrzyżowaniu z ul. Jana Kilińskiego (dawniej zbieg ulic Przejazd i Widzewskiej).

## Historia
Trzykondygnacyjny budynek powstał według, nadesłanego z Petersburga, projektu rosyjskiego architekta Michała Boczarowa. Plany zaadaptował do miejscowych warunków Dawid Lande. Opracował on także kosztorys na sumę 180 tys. rubli. Prace budowlane, prowadzone przez  firmę "Olszer i Szczeciński", trwały od wiosny 1901 do połowy 1903. Budynek oddano do użytku 2 lipca 1903 roku.
Gmach ozdobiony neorenesansowymi motywami składa się z dwóch skrzydeł, usytuowanych do siebie pod kątem prostym. W ściętym narożniku, łączącym obie części budynku, znajduje się wejście główne prowadzące do obszernego hallu. Pomieszczenie to zostało ozdobione plafonem, przedstawiającym alegorycznie działalność poczty i telegrafu. Dzieło namalował Leopold Pilichowski. Narożnik gmachu zwieńczony jest ośmioboczną kopułą.